# Rio Timbó
Le rio Timbó est une rivière brésilienne du nord de l'État de Santa Catarina.
Il naît sur le versant nord de la serra do Espigão (partie de la Serra Geral) et s'écoule du sud-est au nord-ouest sur 100 km parallèlement au rio Tamanduá, jusqu'à recevoir ses eaux. Ce dernier est son principal affluent.
Le rio Timbó passe par les villes de Timbó Grande et Santa Cruz do Timbó (dans la municipalité de Porto União) et se jette dans le rio Iguaçu entre les villes d'Irineópolis et de Porto União. Il est lui-même l'un des principaux affluents du rio Iguaçu.